# Мачеховская сельская община
Мачеховская сельская община (укр. Мачухівська сільська громада) — территориальная община в Полтавском районе Полтавской области Украины. Административный центр — село Мачехи.
Образована  17 августа 2017 года путем объединения Полузорского сельского совета Новосанжарского района, Калашниковского, Мачеховского, Судиевского сельских советов Полтавского района и Плосковского сельского совета Решетиловского района.

## Населенные пункты
В состав общины входят 27 сел: Байрак, Бондуры, Браилки, Васьки, Гвоздиковка, Дмитренки, Калашники, Клименки, Кованчик, Куклинцы, Левенцовка, Мазуровка, Малые Козубы, Николаевка, Михайлики, Писаренки, Подлепичи, Плоское, Полузорье, Сердюки, Сноповое, Судиевка, Твердохлебы (Калашниковский сельсовет), Твердохлебы (Плосковский совет), Чередники, Шевченки.